# Jakow Askoldow
Jakow Łazarewicz Askoldow (Kałmanowicz) (ros. Яков Лазаревич Аскольдов (Калманович), ur. 1893 w Słucku, zm. 1937) – funkcjonariusz Czeki, wojskowy Armii Czerwonej.

## Życiorys
W maju 1917 wstąpił do SDPRR(b), od 31 października 1918 do stycznia 1919 był przewodniczącym witebskiej gubernialnej Czeki, później komisarzem 1 Litewskiej Dywizji Piechoty i członkiem Rady Wojskowo-Rewolucyjnej 3 Armii Frontu Wschodniego wojny domowej w Rosji, następnie do 1921 pomocnikiem dowódcy wojsk Charkowskiego Okręgu Wojskowego. W latach 1922–1924 był szefem Głównego Zarządu Wojskowo-Inżynieryjnego Armii Czerwonej, od kwietnia 1933 szefem budowy Syberyjskiego Zakładu Metalurgicznego w Nowosybirsku, następnie dyrektorem tego zakładu, później dyrektorem fabryki „Bolszewik” w Kijowie. Odznaczony dwoma Orderem Czerwonego Sztandaru (w 1921 i 1922).
W 1937 został aresztowany podczas wielkiej czystki, zginął.